# Río Valdesamario
El río Valdesamario o Ponjos es un afluente del río Omaña, en la provincia de León. Pertenece a la cuenca hidrográfica del Duero.

## Geografía
El río Valdesamario nace en la Sierra de Gistredo. Fluye por el valle de su mismo nombre hacia el Este, pasando por las localidades de Murias de Ponjos, Ponjos, Valdesamario, La Velilla (Valdesamario) y Castro (Valdesamario); desemboca en el Omaña en la Garandilla. Por su longitud, es el afluente más importante del Omaña, pero su caudal está muy disminuido desde que se construyó una presa en Murias de Ponjos para desviar parte de sus aguas al embalse de Villameca en la Cepeda. Entre sus afluentes destacan los arroyos LLeroso, Sosas, Candanedo y Cubiello, que descienden de la Sierra de la Salsa, al sur de la Lomba.
En la cabecera del valle se observa el proceso geológico de captura fluvial por la cuenca del Sil común a toda la zona limítrofe entre las cuencas del Miño y del Duero; en este caso, parte de la cabecera del Valdesamario ha sido capturada por el río Tremor; este fenómeno es el origen del «valle muerto» al oeste de Murias de Ponjos.
A lo largo del río se conservan restos arqueológicos de canales, calzadas y otros indicios de las explotaciones auríferas de tiempos de la ocupación romana.

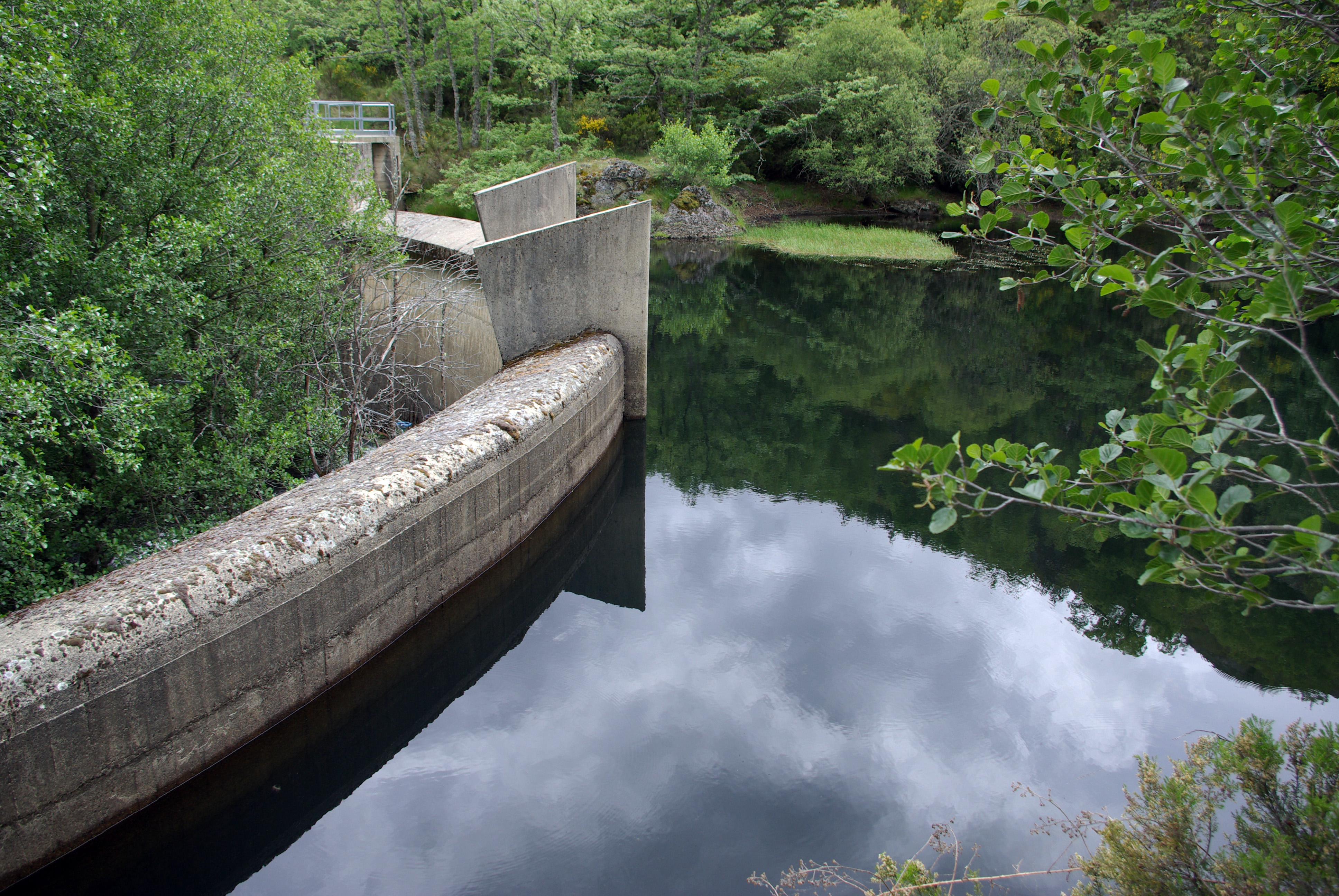
Embalse del río Valdesamario

## Ecología
La explotación de carbón a cielo abierto en las cercanías de Murias en los años 1970 causó grandes daños ecológicos al río. A partir del cierre de las minas el río se recuperó y volvió a ser posible la pesca en sus aguas, aunque los cambios bruscos de cauce y el escaso caudal vertido al río durante el verano por causa del trasvase al pantano de Villameca son perjudiciales para las truchas. Se permite la captura y suelta durante unos cuatro meses al año, de abril a julio.